# 六工城遗址
六工城遗址，位于中国甘肃省酒泉市瓜州县，为一个全国重点文物保护单位，类型为古遗址。
六工城遗址的历史年代为汉至清。